# HD 56386
HD 56386，又名BD+31 1529，SAO 59964、HR 2757，是一颗恒星，视星等为6.24，位于銀經187.09，銀緯18.85，其B1900.0坐标为赤經7h 11m 40.6s，赤緯+31° 18.85′ 7″。